# Електроизолационен материал
Изолационни материали са материали, които не провеждат или провеждат незначително електрическия ток поради липсата на свободни електрони в структурата им.
Това понятие не трябва да се използва за материали, които слабо провеждат топлината, звуковата енергия, парата или водата. В този случай може да се използват съответно понятията топлоизолация, звукоизолация, пароизолация и хидроизолация.

## Електрически изолационни материали
Електрическите изолационни материали имат високо специфично електрическо съпротивление (минимум 1010 Ω·cm). Те се отличават с голяма здравина на електрически пробив и малка водопоглъщаемост. Освен това трябва да имат необходимата за приложението си механична здравина и устойчивост на околната среда.
Те имат определен температурен клас на устойчивот според вида на материалът.

## Примери
- Техническа керамика
- Полимери
- Дуропласти
- Масла
- Стъкло
- Слюда
- Гума
- Други композитни материали